# Meristacarus heterotrichus
Meristacarus heterotrichus är en kvalsterart som beskrevs av Csiszár 1961. Meristacarus heterotrichus ingår i släktet Meristacarus och familjen Lohmanniidae.

## Underarter
Arten delas in i följande underarter:
- M. h. heterotrichus
- M. h. glabrisetus